# Hüti
Hüti este o arie protejată (arie specială de conservare — SAC, sit de importanță comunitară — SCI) din Estonia întinsă pe o suprafață de 31,2 ha, integral pe uscat.

## Localizare
Centrul sitului Hüti este situat la coordonatele 58°54′48″N 22°28′27″E / 58.9132°N 22.4743°E.

## Înființare
Situl Hüti a fost declarat sit de importanță comunitară în ianuarie 2011 pentru a proteja un număr necunoscut de specii din flora spontană și fauna sălbatică aflate în arealul zonei. Situl a fost protejat și ca arie specială de conservare în noiembrie 2013.

## Biodiversitate
Situată în ecoregiunea boreală, aria protejată conține 4 habitate naturale: Mlaștini alcaline, Taiga vestică, Păduri fino-scandinave bogate în ierburi cu Picea abies, Păduri caducifoliate de mlaștină fino-scandinave.
La baza desemnării sitului se află un număr nedeclarat de specii protejate.